# Рукопись Беовульфа
Рукопись Беовульфа; также известен как Кодекс Ноэля и Codex Vitellius-
единственная сохранившаяся до наших дней рукопись англосаксонского эпоса «Беовульф».

## История

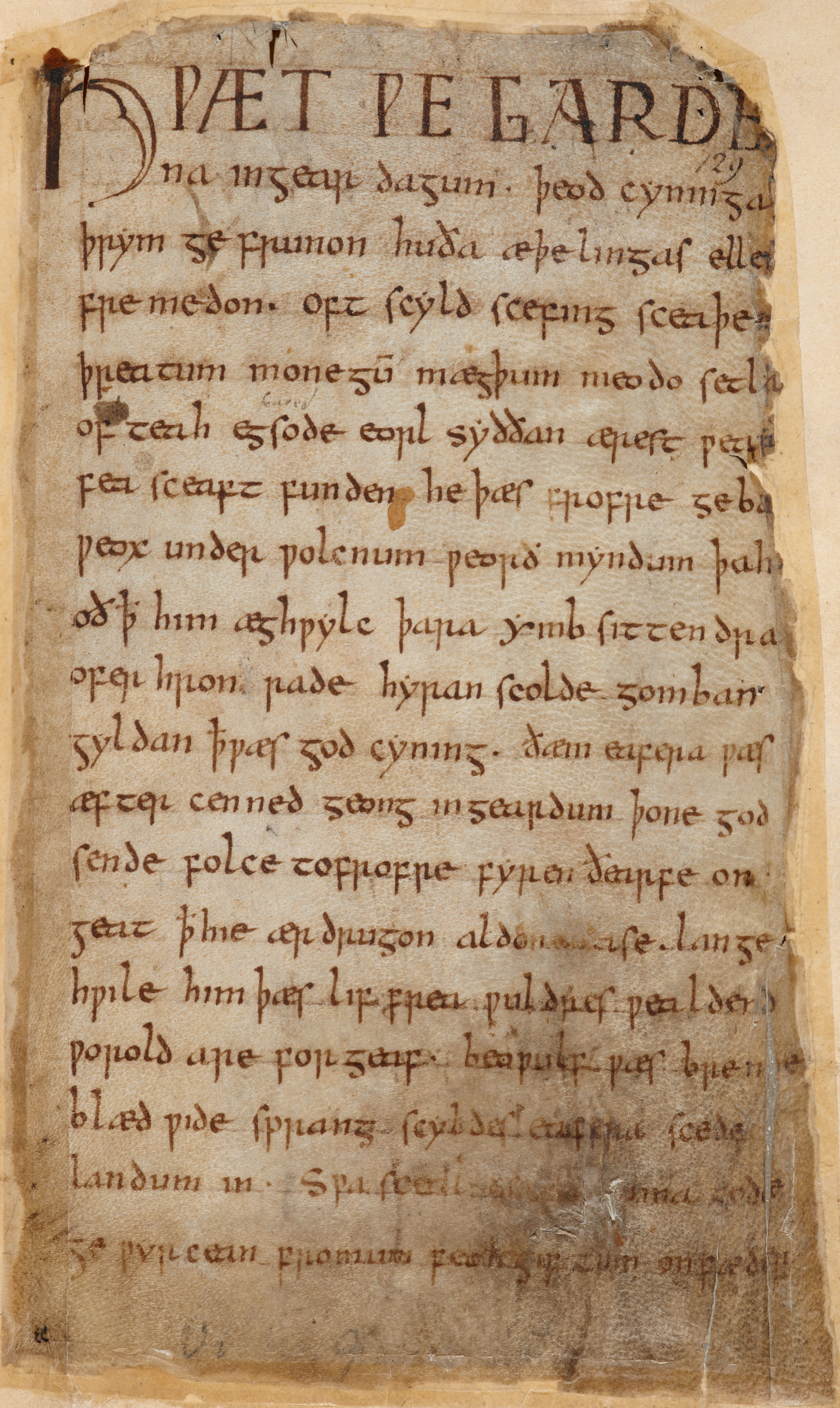
Первая страница Эпоса о Беовульфе

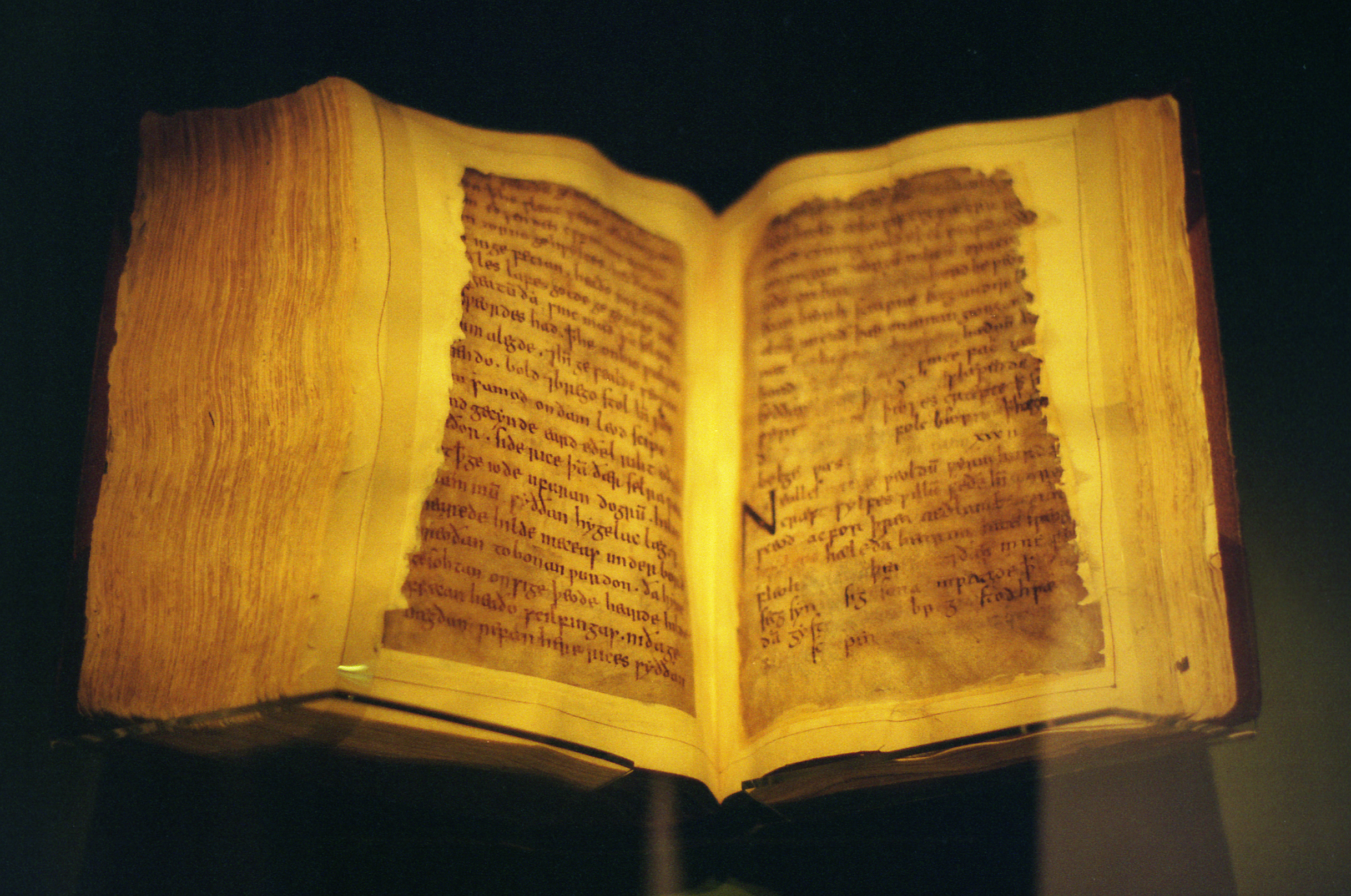
Разворот кодекса

Эпос «Беовульф» был написан около VIII века, однако «Рукопись Беовульфа» была создана на рубеже X-XI веков, в период правления короля Этельреда II (правил с 978 по 1013).
Долгое время о местонахождении книги не было никакой информации, однако в 1631 году она попала в руки английского библиофила и антиквара Роберта Коттона, обретя новое название «Codex Vitellius». В начале XVIII века коллекция Коттона перешла в собственность государства, а в 1753 году специально для «Рукописи Беовульфа» был создан отдел рукописей Британского музея, позднее ставшего частью Британской библиотеки.
В 2013 году Британская библиотека выложила оцифрованную копию «Рукописи Беовульфа» в интернет для всеобщего пользования.